# Theodore Bagwell
Theodore "T-Bag" Bagwell, interpretato da Robert Knepper, è uno dei personaggi principali della serie TV Prison Break, a partire dal secondo episodio della prima stagione Da che parte stai?. Nell'episodio Un caso di coscienza (seconda stagione) la parte del giovane Theodore è interpretata da Michael Gohlke.
È apparso inoltre come guest star nella serie TV Breakout Kings, che ne ha seguito le vicende dalla conclusione di Prison Break in avanti.
Maya Schechter, di TV Guide, lo descrive come «uno dei personaggi più spaventosi della tv» ed è stato giudicato da Entertainment Weekly come uno dei «migliori cattivi».
Originario di Conecuh County (Alabama), Theodore Bagwell è il frutto dello stupro (e dell'incesto) da parte di suo padre ai danni della sorella. Da piccolo, anche lui è oggetto di ripetute violenze da parte di suo padre. Durante l'adolescenza trascorre lunghi periodi in prigione per atti vandalici, soprattutto contro animali. Durante il liceo, tenta di dare fuoco all'abitazione di una sua insegnante e viene rinchiuso in un centro correttivo per adolescenti. In questo periodo, diventa membro dell'"Alleanza Pura", un gruppo a favore della supremazia della razza bianca. In età adulta, Bagwell viene accusato di crimini più gravi come violenze e percosse, tentato omicidio, omicidio e rapimento. Diventa, quindi, il leader dell'"Alleanza Pura", durante la sua permanenza nel penitenziario Donaldson, in Alabama. La potenza e la violenza dell'Alleanza raggiunge tali livelli pericolosi da spingere il direttore del carcere a spedire Bagwell a Fox River.
Prima della sua detenzione a Fox River, Bagwell riesce ad eludere le autorità e a fuggire. Inizia così una relazione con Susan Hollander, madre di due bambini. Quando la donna scopre accidentalmente che l'uomo è ricercato per rapimento e omicidio di minori, chiama la polizia. T-Bag viene condannato all'ergastolo con sei capi d'accusa, e - nonostante provi dei veri sentimenti per Susan - l'uomo accusa la donna di aver risvegliato in lui il "mostro" e le giura vendetta.
Arrivato a Fox River - ove non vi è traccia dell'"Alleanza Pura" - Bagwell crea un nuovo gruppo il quale gli garantisce una forte influenza sugli altri detenuti. Bisessuale dichiarato, l'uomo non ha problemi a cercare soddisfazione sessuale, soprattutto fra i prigionieri più giovani. Inoltre viene fatto notare che è stato incarcerato ad Alabama per aver stuprato e ucciso, e viceversa, una dozzina di minorenni, ragazzi e ragazze. Ciò fa di lui un vero e proprio mostro con manie sessuali che vanno dalla pedofilia alla necrofilia. T-Bag è l'unico degli Otto di Fox River ad essere tornato in prigione. È anche l'unico personaggio, oltre a Scofield e Sucre, ad evadere sia da Fox River che da Sona. Nella quarta stagione ha dovuto compiere atti di cannibalismo per sopravvivere in una zona desertica dopo la fuga da Sona.

## Storia

### Prison Break

#### Prima stagione
Sin dall'arrivo di Michael Scofield a Fox River, T-Bag cerca di sedurlo, senza riuscirvi. Durante la sommossa nell'episodio Da che parte stai? il suo '"amico speciale" viene ucciso. Credendo che il responsabile sia Michael, T-Bag cerca di vendicarsi ma viene bloccato da John Abruzzi. Nell'episodio Bagwell scopre il piano di fuga di Scofield e, minacciandolo di rendere la cosa pubblica, si fa includere nella fuga. Ma quando il gruppo si rende conto che sono in troppi, Abruzzi mette alle strette T-Bag. Questi allora cerca di ucciderlo, ma lo ferisce solamente. In seguito, Bagwell tenterà ancora di uccidere Abruzzi, ma verrà fermato da C-Note. Nel penultimo episodio, T-Bag riuscirà ad evadere con Michael e gli altri. Non fidandosi di loro, si ammanetta a Scofield per assicurarsi di non venire ucciso. Abruzzi approfitta della situazione e consuma la sua vendetta tagliando con un'accetta la mano di T-Bag e liberando Michael. T-Bag viene così abbandonato dal gruppo, ma sopravvive e continua la sua fuga da solo.

#### Seconda stagione
Nei primi quattro episodi, T-Bag cerca di raggiungere lo Utah, dove Charles Westmoreland - alias D.B. Cooper - ha nascosto il bottino di una sua vecchia rapina. Prima di raggiungere lo stato, Bagwell obbliga un veterinario a riattaccargli la mano. Quindi lo uccide e, dopo essersi schiarito i capelli, si appropria della sua identità. Raggiunto lo Utah e riunitosi ai suoi ex-compagni, anche loro intenti a recuperare il denaro di Westmoreland, T-Bag riesce a fuggire con il malloppo e comincia il suo viaggio per tornare da Susan. Da questo momento in poi, le avventure di T-Bag non avranno nessun collegamento con gli altri fuggitivi di Fox River, impegnati a risolvere le cospirazioni della Compagnia.
Nell'episodio Dissotterrato, T-Bag - che ha nascosto i soldi di D.B. Cooper presso una cassetta di sicurezza in una stazione di autobus - viene catturato e torturato da Brad Bellick e Roy Geary con lo scopo di farsi rivelare il nascondiglio. Dopo aver raggiunto il loro obiettivo e aver chiamato la polizia, i due lo ammanettano ad un calorifero. T-Bag riesce a fuggire staccandosi la mano. Riuscirà a raggiungere Geary, che nel frattempo ha tradito Bellick e se n'è separato, a ucciderlo e a riprendersi il denaro. Prima di fuggire, farà ricadere la colpa su Bellick.
Dopo aver ucciso un veterano incontrato in un bar per rubargli la protesi, a Pratt (Kansas), T-Bag seduce l'impiegata di un ufficio postale per riuscire ad estorcerle il nuovo indirizzo di Susan Hollander, la donna da lui amata. Quando l'impiegata scopre che Bagwell è ricercato, l'uomo a malincuore - o almeno così dice - la uccide.
Nell'episodio Chiusi in trappola, Bagwell ritrova Susan Hollander a Ness (Kansas) e prendendola in ostaggio insieme ai due figli la obbliga a seguirlo nella sua casa natia in Alabama. Qui cerca di convincere la donna a ricostruirsi una vita con lui, ma lei lo rifiuta. In un'intervista, Robert Knepper ha dichiarato che «Teddy sente un profondo legame con questa donna e si lascia andare ad una relazione fatta di amore e odio, non facile da risolvere. Crede davvero che lei possa salvarlo». Ferito, l'uomo abbandona i tre in un bunker dopo avere avvertito in via anonima la polizia.
T-Bag decide di raggiungere la Thailandia, dove spera di farsi trapiantare la mano sinistra. Dopo avere ucciso uno psichiatra e averne assunto l'identità, compra un biglietto per Bangkok (con scalo in Messico) e accidentalmente si ritrova sullo stesso volo di Bellick, ex capo delle guardie di Fox River. All'Aeroporto Internazionale di Città del Messico, T-Bag vede Bellick e - costretto a fuggire - abbandona la borsa con il denaro, che recupera il giorno seguente. Ma, nonostante riesca a sfuggire a Bellick e a Sucre (ricattato da Bellick), T-Bag viene arrestato per avere ucciso una prostituta la quale aveva insultato Susan. Intanto, l'agente Kim invia un altro agente a Panama con l'ordine di aiutare T-Bag, perché potrebbe condurre la Compagnia alla cattura di Michael e Lincoln, anche loro a Panama.
Il complotto dell'agente Kim fallisce e T-Bag si ritrova inseguito da Michael, nonché da Bellick e Sucre. Dopo aver sparato a Bellick in una gamba, l'uomo riesce a sfuggire a Sucre ferendolo al petto con un cacciavite. Michael, invece, riesce a catturarlo e - dopo aver rifiutato ogni genere di accordo con lui - si batte per poterlo finalmente consegnare alla giustizia, riuscendo nel suo intento. T-Bag viene preso dalla polizia locale e condotto nella prigione di Sona, dove ritrova anche Bellick. Bagwell è così il quarto uomo degli otto fuggitivi di Fox River ad essere fermato ma il primo a non essere ucciso da Mahone.

#### Terza stagione
Condotto nella prigione di Sona con Michael, Bellick e Mahone, T-Bag confida a Scofield che la ragione per cui anche lui si trova lì è a causa della Compagnia, anche se ne ignora il motivo. T-Bag cerca in vari modi di rientrare nelle grazie di Lechero, il "boss" del penitenziario. Non molto tempo dopo, Bagwell diventerà un elemento prezioso per Lechero. L'uomo aizza Lechero contro il suo stesso gruppo facendogli credere che i suoi stessi uomini vogliano prendere il suo posto come capo indiscusso del carcere. Fidandosi quasi ciecamente di lui, Lechero spinge T-Bag a fare da spia all'interno del penitenziario e a riferirgli tutto quello che succede. Bagwell, quindi, non esita ad uccidere uno degli spacciatori del carcere per poter avere contatti più diretti con gli altri prigionieri e portare avanti il suo compito.
Nel frattempo, Michael e Whistler cercano di fuggire dal carcere, ma vengono fermati. Bagwell, allora, cerca di far parte del piano di evasione, ricattando i due uomini. Lo stesso faranno Lechero e Bellick, ma al momento della fuga, i tre verranno ingannati da Michael e presi dalle guardie.
Dopo la fuga di Michael e Whistler, T-Bag viene torturato dalle guardie della prigione, fino a quando non scorge Sucre (che si trova lì per aiutare Michael) e lo accusa di sapere tutto sull'evasione. Durante una colluttazione con le guardie, T-Bag cade a terra e trova il libro sugli uccelli che Whistler ha perduto durante la fuga. Quindi, viene ricondotto nel carcere di Sona e attua un piano per poter uccidere Lechero e diventare così il boss del penitenziario.

#### Quarta stagione
Dopo l'incendio del carcere di Sona, T-Bag scappa con i soldi di Lechero e si mette in affari con due uomini panamensi per farsi portare da Michael Scofield. Questi però lo derubano e lo abbandonano nel deserto. Quando riesce a rientrare in città segue le coordinate del "libro degli uccelli" di Whistler, recupera una documentazione contenuta dentro una cassetta di sicurezza e si mette a seguire le indicazioni in codice del libro, che lo portano ad un lavoro presso l'azienda Gate, sotto la falsa identità di un venditore abilissimo. T-Bag sembra apprezzare questa vita ma quando viene coinvolto nella ricerca di Scylla tutto va in fumo in quanto, sotto gli ordini di Don Self, deve uccidere la famiglia di Gretchen. T-Bag deciderà di risparmiarli, ma viene catturato dalla compagnia e inizia a lavorare con Lincoln per reuperare Scylla.
Alla fine della quarta stagione possiamo vedere T-Bag di nuovo rinchiuso a Fox River.

#### The Final Break
Pochi giorni dopo l'ultimo episodio della quarta stagione T-Bag e il generale vengono rinchiusi nello stesso carcere di Sara Tancredi, così il generale, a cui T-Bag fa da subalterno, decide di mettere una taglia sulla testa di Sara. T-Bag è rintracciato da Lincoln per convincerlo ad attivare l'allarme antincendio, ma visto che la cifra promessa non gli è arrivata, T-Bag denuncia l'evasione di Sara al direttore del carcere, che però, sospettosa visto i particolari del piano che T-Bag le fornisce, lo rispedisce a Fox River.

#### Quinta stagione (Revival)
Dopo 7 anni dagli eventi raccontati in The Final Break, T-Bag viene rilasciato da Fox River. Insieme ai suoi oggetti personali gli viene consegnata anche una busta, all'interno della quale si trova una foto che prova che Micheal è vivo. T-Bag incontra Lincoln che, dati i trascorsi, non si fida dell'uomo. Poco dopo, T-Bag viene contattato via eMail da un chirurgo che è pronto a testare il prototipo di una mano bionica sullo stesso T-Bag. L'innovativa protesi, che costa un milione di dollari, è già stata pagata da un certo Kaniel Outis (nuovo nome di Micheal). Dopo qualche giorno T-Bag incontra Sara per offrirle il suo aiuto, ma la donna rifiuta. In un secondo momento però quest'ultima chiama T-Bag chiedendogli di indagare su Paul Kellerman, poiché ritiene che questo stia cercando di ucciderla. T-Bag si reca a casa di Kellerman. Dopo aver dimostrato di non essere coinvolto nel tentato omicidio di Sara e aver dato a T-Bag informazioni importanti, Paul viene ucciso da due sicari che lavorano per l'uomo che sta dando la caccia a Sara, l'ex agente della CIA Poseidone (ovvero il nuovo marito di Sara, Jacob). T-Bag riesce a fuggire e seguendo i due sicari scatta una foto che ritrae i due che parlano con Jacob. T-Bag consegna la foto a Sara, che inizia a sospettare di suo marito.
Alcuni giorni dopo, T-Bag riceve una lettera di Micheal che contiene delle istruzioni precise. In questo modo l'uomo scopre di avere un figlio, Whip (compagno di Micheal nella prigione di Ogygia). I due si incontrano e, dopo le dovute spiegazioni, si uniscono a Micheal e Lincoln nella caccia a Poseidone. Nello scontro finale con Poseidone e il suo sicario Whip viene ucciso. Preso dalla rabbia T-Bag uccide il sicario di Poseidone. In quel momento arriva l'FBI che arresta Bagwell riportandolo a Fox River. Nella scena finale Poseidone (Jacob) viene rinchiuso a Fox River nella cella con T-Bag.

### Breakout Kings
T-Bag grazie ad un trasferimento medico per poter ottenere una nuova protesi per la sua mano, esce da Fox River accompagnato da due guardie che lo scortano verso l'ospedale. Durante il tragitto si libera e le uccide entrambe rubando poi l'auto di un passante. Usando lo pseudonimo di Henry Pope (il nome è quello dell'ex-direttore di Fox river), fa visita a due personaggi che hanno abusato di sua madre nella permanenza all'ospizio, e li elimina, si reca poi all'ospedale dove la madre in coma sta trascorrendo i suoi ultimi giorni. La squadra degli U.S. Marshall però riesce ad intercettarlo e a catturarlo, tuttavia gli viene concesso un ultimo saluto alla madre prima di essere portato alla base. Qua T-Bag ha un piccolo colloquio "psichiatrico" con Lloyd in attesa dell'arrivo della polizia penitenziaria pronta a riportarlo a Fox River.

## Caratteristiche
Disprezzato dalla maggioranza dei detenuti per i crimini che ha commesso (soprattutto nei confronti dei bambini), T-Bag ha invece un certo fascino sulle donne. Di lui Robert Knepper ha detto: «T-Bag non è pazzo. Sa esattamente quello che fa e certamente non è un uomo stupido. Io cerco di evitare qualsiasi stereotipo del razzista o del tipico uomo del sud. In realtà, Bagwell è un uomo affascinante e furbo". Una specie di "Truman Capote senza diploma"».
Secondo lo psichiatra/detenuto Lloyd Lowery (Breakout Kings) T-Bag ha un disturbo cognitivo che non gli fa provare le stesse cose che proverebbero gli altri in determinate situazioni. Dunque l'origine della sua follia non dipende dalle esperienze traumatiche che ha vissuto, ma è congenita. Da adulto, T-Bag inizia a commettere reati più gravi, come rissa, tentato omicidio, omicidio, stupro e rapimento. È stato anche insinuato che sia un pedofilo e un necrofilo. L'attrazione sessuale del personaggio spazia in generale da giovani uomini e donne, adolescenti e bambini. Il personaggio una volta sedusse una donna transgender all'interno della prigione per volere di Sucre in modo da ottenere un paio di indumenti intimi femminili necessari per uno stratagemma. Alla domanda sulla sessualità del personaggio Knepper afferma: «Non diamo dei giudizi su questo argomento. T-Bag non è omosessuale, è più un animale allo stato brado. Dormirebbe con chiunque».
Knepper ha detto dei fan della serie: "Intorno all'episodio 6 o 7, ho ricevuto così tante lettere da persone che dicevano: "Quando ho iniziato a guardare questo spettacolo, ti odiavo e ti volevo morto. Ora ti voglio ancora morto, ma sto iniziando a provare qualcosa per te." Penso che ci sia qualcosa nei miei occhi, una cosa infantile lì dentro. C'è ancora un'innocenza. C'è ancora un po' di speranza. "
Durante la quarta stagione T-Bag inizia a mostrare pentimento per le sue azioni, anche dicendo che vorrebbe poter essere Cole Pfeiffer, una persona e un venditore rispettabile. Mostra riluttanza a intraprendere compiti violenti. Mostra emozione ed è sconvolto dopo aver ricevuto la notizia della morte di Bellick. Non vuole assediare la GATE e reagisce quando Gretchen uccide Gregory White, il suo datore di lavoro e solo vero amico. Dimostrò autentica riluttanza a uccidere la famiglia di Gretchen e il venditore di bibbie (agente sotto copertura della Compagnia). Alla fine cede e lo rilascia, con grande rischio per la sua libertà personale e lascia andare la famiglia di Gretchen. Mentre T-Bag teneva in ostaggio Sara quest'ultima rivela che, quando aveva ispezionato a Fox River la sua cartella clinica, aveva scoperto che lui soffriva di un'impotenza psicologica: per questo erano insorti in lui comportamenti da maniaco. Questa affermazione causa in lui una violenta reazione.
Durante un'intervista, Knepper stesso ha dichiarato che non gli piace parlare dei crimini atroci per i quali T-Bag è stato inizialmente imprigionato.

## Omicidi commessi da T-Bag
Qui sono elencati gli omicidi commessi da T-Bag sia in Prison Break che in Breakout Kings. Non sono riportati gli omicidi delle ragazzine stuprate prima di essere arrestato, dell'amico ucciso da Bagwell per aver rubato una birra quando era giovane e del probabile assassinio di Jacob Ness/Poseidone. 
- Detenuto di Fox River, sgozzato durante la rivolta razziale
- Bob Hudson, guardia carceraria, ucciso con una coltellata
- Marvin Gudat, medico veterinario, ucciso con un'iniezione
- Jerry Curtin, ucciso in un motel con un ferro da stiro
- Roy Geary, ex guardia carceraria, ucciso dissanguandolo
- Veterano di guerra, ucciso per prendere la protesi
- Denise, impiegata postale, uccisa dopo aver scoperto la sua identità
- Dr. E. Stammel, psicologo, ucciso con una statua di Giacometti
- Prostituta in albergo, soffocata e picchiata a sangue
- Donna in appartamento, uccisa con un colpo di pistola
- Nieves, spacciatore, soffocato e poi finito con un'overdose
- Lechero, dittatore a Sona, soffocato con un cuscino
- Sancho, ucciso spingendolo e facendolo cadere con la testa su un sasso, nel deserto, poi cotto e mangiato
- Vincent Sandisky, ex agente della compagnia ucciso con la pistola per ordine del generale
- Guardia carceraria, ucciso con la protesi
- Autista blindato, ucciso con un colpo di pistola
- Arthur Bradshow, paramedico, ucciso con un colpo di pistola
- Paramedico, ucciso con un colpo di pistola alla testa
- Wayne Garrett, torturato con armi da taglio e ucciso con un colpo di pistola
- Lorraine Garrett, uccisa con un colpo di pistola
- Rodney Johnson, operaio edile, gettato in un tritapietre
- Emily "A&W" Blake, agente della CIA, le spezza il collo